# Bóng đá tại Đại hội Thể thao Đông Á 2013
'Giải đấu bóng đá tại Đại hội thể thao Đông Á 2013'  là phiên bản thứ sáu bóng đá Đại hội thể thao Đông Á. Nó được tổ chức tại Thiên Tân, Trung Quốc từ ngày 6 tháng 10 đến ngày 14 tháng 10 năm 2013.
Các trò chơi bóng đá nam yêu cầu độ tuổi của cầu thủ phải dưới 23 tuổi. Không có yêu cầu cho phụ nữ.
Các trận đấu được diễn ra tại Thiên Tân, Trung Quốc, từ ngày 6 đến ngày 14 tháng 10 năm 2013 (giờ địa phương UTC + 8:00).

## Giải đấu nam
| Đội                    | ST | T | H | B | BT | BB | HS | Đ  |
| ---------------------- | -- | - | - | - | -- | -- | -- | -- |
| CHDCND Triều Tiên U-23 | 4  | 3 | 1 | 0 | 12 | 5  | +7 | 10 |
| Hàn Quốc U-23          | 4  | 2 | 1 | 1 | 12 | 8  | +4 | 7  |
| Nhật Bản U-20          | 4  | 2 | 1 | 1 | 8  | 4  | +4 | 7  |
| Hồng Kông U-23         | 4  | 0 | 2 | 2 | 2  | 11 | −9 | 2  |
| Trung Quốc U-20        | 4  | 0 | 1 | 3 | 1  | 7  | −6 | 1  |

| Trung Quốc        | 1–2 | Hàn Quốc                             |
| ----------------- | --- | ------------------------------------ |
| Shen Tianfeng 20' |     | Kim Sun-min 34' · Kwak Rae-seung 39' |

| Nhật Bản  | 1–2 | CHDCND Triều Tiên                  |
| --------- | --- | ---------------------------------- |
| Asano 30' |     | Sim Hyon-jin 41' · Kim Ju-song 42' |

| Hồng Kông | 0–0 | Trung Quốc |
| --------- | --- | ---------- |
|           |     |            |

| Hàn Quốc                              | 2–5 | Nhật Bản                                              |
| ------------------------------------- | --- | ----------------------------------------------------- |
| Kwak Rae-seung 25' · Kim Jung-Joo 57' |     | Suzuki 18', 83' · Yajima 32' · Sakaki 36' · Asano 67' |

| CHDCND Triều Tiên        | 2–2 | Hàn Quốc                                 |
| ------------------------ | --- | ---------------------------------------- |
| Pak Kwang-ryong 19', 26' |     | Kim Sun-min 42' · Choi Young-kwang 90+4' |

| Nhật Bản | 0–0 | Hồng Kông |
| -------- | --- | --------- |
|          |     |           |

| Trung Quốc | 0–2 | Nhật Bản               |
| ---------- | --- | ---------------------- |
|            |     | Asano 42' · Suzuki 43' |

| Hồng Kông                               | 2–5 | CHDCND Triều Tiên                                                                           |
| --------------------------------------- | --- | ------------------------------------------------------------------------------------------- |
| Fong Pak Lun 38' · Cheung Kwok Ming 87' |     | Ro Hak-su 21' · Jong Il-gwan 25' · Pak Kwang-ryong 28' · Kim Ju-song 60' · Ri Hyok-chol 83' |

| Hàn Quốc                                                                                    | 6–0 | Hồng Kông |
| ------------------------------------------------------------------------------------------- | --- | --------- |
| Choi Gwon-su 4' · Cho Jun-jae 21' · Leung Kwun Chung 24' (l.n.) · Kim Sun-min 63', 66', 75' |     |           |

| Trung Quốc | 0–3 | CHDCND Triều Tiên                                       |
| ---------- | --- | ------------------------------------------------------- |
|            |     | Kim Ju-song 45' · Jong Il-gwan 52' · Pak Kwang-ryon 64' |

## Giải đấu nữ
| Đội                    | ST | T | H | B | BT | BB | HS  | Đ |
| ---------------------- | -- | - | - | - | -- | -- | --- | - |
| CHDCND Triều Tiên U-23 | 3  | 3 | 0 | 0 | 10 | 0  | +10 | 9 |
| Trung Quốc U-23        | 3  | 1 | 1 | 1 | 4  | 3  | +1  | 4 |
| Nhật Bản U-23          | 3  | 1 | 0 | 2 | 8  | 6  | +2  | 3 |
| Đài Bắc Trung Hoa      | 3  | 0 | 1 | 2 | 4  | 17 | −13 | 1 |

| Trung Quốc | 0–1 | CHDCND Triều Tiên |
| ---------- | --- | ----------------- |
|            |     |                   |

| Nhật Bản                                                                             | 8–2 | Đài Bắc Trung Hoa                |
| ------------------------------------------------------------------------------------ | --- | -------------------------------- |
| Uemura 10', 14', 35' · Kira 30' · Saito 42' · Noichi 63' · Nakada 64' · Sugasawa 73' |     | Yang Ya Han 45' · Lin Ya Hui 79' |

| Trung Quốc                 | 2–0 | Nhật Bản |
| -------------------------- | --- | -------- |
| Li Ying 43' · Xu Yanlu 74' |     |          |

| CHDCND Triều Tiên | 7–0 | Đài Bắc Trung Hoa |
| ----------------- | --- | ----------------- |
|                   |     |                   |

| Nhật Bản | 0–2 | CHDCND Triều Tiên                  |
| -------- | --- | ---------------------------------- |
|          |     | Ho Un Byol 27' · Jang Hyon Sun 38' |

| Trung Quốc | 2–2 | Đài Bắc Trung Hoa |
| ---------- | --- | ----------------- |
|            |     |                   |